# National Climatic Data Center
Le National Climatic Data Center (NCDC) des États-Unis, fondé en 1951 et situé à Asheville en Caroline du Nord, était le plus important centre mondial de collecte des données météorologiques. Le centre possédait plus de 150 années de données archivées et recevait chaque jour plus de 224 gigaoctets de nouvelles informations. Le NCDC archivait 99 pour cent des données de la National Oceanic and Atmospheric Administration (NOAA), y compris plus de 320 millions d'archives sur papier; 2,5 millions de microfiches; et environ 1,2 pétaoctet de données numériques. Le NCDC possédait des images prises par les satellites météorologiques depuis 1960. En 2015, il fut fusionné avec le National Geophysical Data Center (NGDC) et le National Oceanic Data Center (NODC) pour former le National Centers for Environmental Information (NCEI).

## Données
Les données proviennent de très nombreuses sources : observations de stations météorologiques terrestres par des observateurs du National Weather Service et automatiques ; télédétection par profileurs de vents, enregistreurs de radiations solaires, radiosondes, satellites et radars météorologiques ; observations de navires et d'avions ; ainsi que les modèles et prévisions venant de services de prévisions météorologiques.
Le Centre fournit des perspectives historiques concernant le climat qui sont essentielles à l'étude du réchauffement climatique. Il conserve des données essentielles pour l'industrie, l'agriculture, l'hydrologie, les transports, les loisirs.

## Sources
- « What is NCDC? » [archive du 24 mars 2012], NOAA Satellite and Information Service (consulté le 16 juin 2007).
- The National Climatic Data Center 2001: celebrating 50 years of NCDC excellence, 1951-2001. ; National Climatic Data Center (U.S.) ; Asheville, N.C. : National Climatic Data Center, 2001. (OCLC 52725631)

- (en) Cet article est partiellement ou en totalité issu de l’article de Wikipédia en anglais intitulé « National Climatic Data Center » (voir la liste des auteurs).